# 中国空间技术研究院
中国空间技术研究院（China Academy of Space Technology，简称）隶属于中国航天科技集团公司，又被称为中国航天科技集团公司五院。

## 介绍
1968年2月20日，中国空间技术研究院成立，首任院长是科学家钱学森。该研究院主要从事空间技术开发、航天器研制、空间领域对外技术交流与合作、航天技术应用等业务。院址位於北京，下设10个研究所和一个工厂。
中国空间技术研究院现任院长兼党委副书记为张洪太，党委书记为赵小津。

## 历史
1970年4月24日，中国空间技术研究院成功研制并发射了中国首颗人造地球卫星东方红一号。
2003年10月，神舟五号载人飞船载人飞行取得成功。
2005年，神舟六号载人飞船实现多人多天的太空飞行。

## 产品
截至2005年，中国空间技术研究院研制并成功发射了68颗不同类型的人造卫星、4艘无人试验飞船和2艘载人飞船，涵盖通信广播卫星、返回式遥感卫星、地球资源卫星、气象卫星、科学探测与技术试验卫星、导航定位卫星和载人航天器等领域。

## 院长
- 首任：钱学森
- 现任：张洪太[4]